# Tove Ditlevsen
Tove Irma Margit Ditlevsen (født 14. december 1917 i København, død 7. marts 1976 smst.) var en dansk forfatter, der debuterede i 1939 med digtsamlingen Pigesind.

## Baggrund
Tove Ditlevsen voksede op i Hedebygade på Vesterbro som datter af Kirstine Alfrida Mundus (1890-1965) og fyrbøder Ditlev Nielsen Ditlevsen (1880-1972). Vesterbro var et kvarter med stor arbejdsløshed og fattigdom, præget af mellemkrigstidens verdensomspændende økonomiske krise, som også formede Ditlevsens opvækst på 4. sal i baghuset i Hedebygade 30A. "Barndommen er lang og smal som en kiste, og man kan ikke slippe ud af den ved egen hjælp," sagde hun.
Selv om Ditlevsen klarede sig godt i skolen, og hendes lærer anbefalede hende at fortsætte i gymnasiet, sagde hendes forældre nej, og skaffede hende i stedet en "plads i huset" (dvs. husassistent). I den selvbiografiske Barndommens gade fortæller hun, at hun fik nye sko til sin konfirmation, og at hendes mor da sagde til hende: "Ja, det er så de sidste par sko, vi forærer dig."  - og derved lod hende forstå, at hun i forældrenes øjne kun havde været en udgiftspost, de nu var fri for. Oplevelsen rystede Ditlevsen så meget, at den går igen i flere af hendes noveller.

## Virke
Som forfatter var hun loyal mod sin baggrund og talte de svages sag. Personligt hungrede hun livet igennem efter anerkendelse. Social status, højere position i samfundet, og angsten for ikke at slå til fulgte hende livet igennem. Ægteskabet med den 30 år ældre redaktør Viggo F. Møller (1887-1955) i 1940 blev adgangsbillet til de akademiske kredse, men hendes uvidenhed tyngede hende, og ægteskabet holdt kun et par år. Møller opmuntrede hende til at stifte Unge Kunstneres Klub, hvor hun mødte ligesindede som Sonja Hauberg og Morten Nielsen; desuden Ester Nagel og Halfdan Rasmussen, som blev gift med hinanden (og sidstnævnte efterfulgte senere Møller som redaktør af Vild Hvede). Også Piet Hein var med i kredsen og blev snart kæreste med Tove Ditlevsen. Hun brød ud af sit ægteskab, flyttede ind i et pensionat på Åboulevarden - og blev forladt af Piet Hein, som dog hilste udgivelsen af Man gjorde et barn fortræd med et gruk i Politiken:
Jeg svinger ikke min digterhat
for en hvilkensomhelst Tove Dit eller Dat.
men her må jeg juble med.
Det var en debut uden nogen debat,
så stor en succes, at jeg frygter for at
man gjorde et barn fortræd.
12. september 1942 giftede Tove Ditlevsen sig på Københavns Rådhus med den jævnaldrende polit. studerende Ebbe Munk (1916-1970). De flyttede sammen i en toværelses lejlighed på Tartinisvej og fik datteren Helle Munk (1943-2008), der måtte tages med tang. I 1945 mødte hun lægen Carl Theodor Ryberg (1918-1962, selvmord i hjemmet i Rungsted) til en fest. Hun blev gravid uden at vide, om han eller ægtemanden var barnets far, og fortæller i selvbiografien Gift, hvordan Ryberg fremkaldte aborten efter at have givet hende en sprøjte pethidin. Hun kunne derefter ikke tænke på andet end at få mere af stoffet og forlod Ebbe Munk for at kunne få mere, giftede sig 26. november 1945 med Ryberg på Københavns Rådhus, og fødte 16. juli 1946 Michael Ryberg på en fødeklinik i København. Samme år adopterede hun også Rybergs nyfødte datter Trine. Familien isolerede sig i fem år i eneboligen Ewaldsbakken 34. I løbet af de fem år blev Ditlevsen narkoman og vejede kun 30 kilo, da hun i 1949 blev indlagt til afvænning på et psykiatrisk hospital.
Ægteskabet med Ryberg blev afsluttet i 1950, og i 1951 indgik Tove Ditlevsen sit fjerde og sidste ægteskab med embedsmanden Victor Andreasen (1920-2000). Parret flyttede til Birkerød, fordi Andreasen opdagede, at hans kone havde genoptaget sit misbrug. I 1954 fik de sønnen Peter Andreasen, og Ditlevsen huskede årene i Birkerød som gode. Men så blev Andreasen tilbudt en stor stilling i Udenrigsministeriet, og de flyttede ind i en herskabslejlighed på H.C. Andersens Boulevard. Ditlevsen egnede sig ikke som medfølgende frue ved ministerielle middage. Ægteskabet skrantede, og op gennem 1960'erne og 1970'erne gik det jævnlig galt, så hun flere gange var indlagt. Ægtemændene i hendes romaner blev gradvis "et rent orgie af Victors mest ubehagelige egenskaber," skrev hun selv. I 1973 ophørte ægteskabet, som hun skrev så skånselsløst om i Vilhelms værelse, at Andreasen blev sygemeldt. Som chefredaktør i Ekstra Bladet 1972-76 mobiliserede han en kampagne mod statsstøtte til kunstnere. Ditlevsen tog offentligt afstand fra kampagnen, som nogen tolkede som Andreasens angreb på hende.
I 2023 udkom bogen Tove Ditlevsen var min mormor på forlaget 28B af Lise Munk Thygesen. I bogen, som er skrevet på baggrund af forfatterens mor Helle Munks psykiatriske journaler samt efterladte nedskrevne erindringer, anklages Victor Andreasen for et årelangt seksuelt misbrug af steddatteren.
Ditlevsen så selv en parallel mellem sin uberegnelige, afstumpede mor og Victor Andreasen. Hun oplevede indlæggelserne på psykiatrisk sygehus som et fristed, hvor hun kom sig fysisk og mentalt, og dertil overvandt sin skriveblokering. Opholdet på Sct. Hans Hospital, hvor hun skrev erindringsbøgerne Barndom og Ungdom, kaldte hun selv for "den hidtil lykkeligste periode i mit liv".
Tove Ditlevsen overtog som Familiejournalens brevkasseredaktør efter Edith Rodes død i 1956 og fortsatte at besvare læserbrevene frem til sin død. Hendes svar gennem tyve år er samlet og udgivet.

## Sidste tid
Tre år efter skilsmissen tog Tove Ditlevsen sit liv mellem 4. og 7. marts 1976 af en overdosis på sovepiller. Hun blev fundet 8. marts. To år før havde hun forsøgt selvmord i Rude Skov, men af skræk for naturen lagde hun sig i udkanten af skoven, hvor hun blev fundet af en hundelufter. I Politiken skrev hun om øjeblikket: "Den uendelige lykke ved aldrig mere at skulle se noget menneske i verden." Det forargede mange, der mente, at hun som offentlig person og forbillede - tidligere brevkasseredaktør - ikke burde reklamere for selvmord. I marts 1976 lånte hun en venindes lejlighed, tog en overdosis piller og døde.
Hun blev begravet fra Kristkirken på sin barndoms Vesterbro, og som folkekær digter blev hun fulgt til graven af henved tusind mennesker. Avisernes referater af begravelsen bemærkede lige så meget dem, der ikke kom. Det danske Akademi viste sig ikke. Tove Ditlevsen fik ikke Akademiets store pris i 1974. Hun er i dag anført som af de 16 kanonforfatterne , hvor hun er obligatorisk læsning i folkeskolen, .
Tove Ditlevsen ønskede at begraves på Vestre Kirkegård, hvor hun ofte legede som barn, og af salmer ønskede hun Far verden, farvel og Gud ske tak og lov, vi så dejligt sov, fordi det var det første digt, hun hørte. Hendes søn Michael Ryberg, som døde i en trafikulykke i 1999, ligger gravlagt hos hende.

## Udvalgte litteraturpriser
- 1942 Carl Møllers Legat
- 1942 Emma Bærentzens Legat
- 1945 Drachmannlegatet
- 1954 Emil Aarestrup Medaljen
- 1955 De Gyldne Laurbær
- 1959 Kulturministeriets Børnebogspris for Annelise - tretten år
- 1971 Søren Gyldendal Prisen

## Inspiration
I 1975 indspillede Mathilde Bondo solopladen Pigesind med tekster af Tove Ditlevsen og musik af Lasse Helner.
I 1980-erne indspillede musikeren Anne Linnet en plade med egne melodier til Ditlevsens digte, Barndommens Gade.
I 1987 indspillede den norske musiker Kari Bremnes et album med egne melodier til Tove Ditlevsens digte, Mitt ville hjerte.  
I 2015 blev Ditlevsens liv og værker fortolket af teaterkollektivet Sort Samvittighed, under forestillingen Tove!Tove!Tove! Sort Samvittighed udgav senere sangene fra forestillingen, i et album der også hed Tove!Tove!Tove!